# Поучение Агапита
«Поуче́ние» («Э́ктезис» или «Э́кфезис») Ага́пита (др.-греч. Έκθεσις κεφαλαίων παραινετικῶν — «изложение глав убеждающих») — одно из византийских «Зерцал» (наставлений правителю), переводы которого получили широкое распространение в Западной Европе, Древней Руси и у южных славян. Адресованное императору Юстиниану I сочинение включает основные представления об идеальном христианском императоре, изложенное чеканными формулировками изысканным языком. Оно было наиболее популярным в Средние века учебником по искусству государственного управления.

## История

### «Княжеские зерцала» в византийской литературе
Традиционным жанром теоретической политической литературы в Византии был назидательный трактат, обращённый к императору. Современные исследователи обозначают такие произведения как «княжеские зерцала», термин, который не использовался в Византии и появился в Западной Европе в XII веке. Византийские зерцала, развивавшиеся независимо от западноевропейских, восходят к эллинистической традиции назидательной литературы, ведущей своё начало от речи Исократа «Никокл». Византийские авторы зерцал видели своей целью обучение императора или юного принца на основе принципов хорошего и справедливого царствования. Составление таких руководств было освящённой временем традицией, а их популярность выходила далеко за пределы собственно двора, являясь источником моральной философии.
Согласно классификации Херберта Хунгера, византийские зерцала могут быть разделены на две категории. К первой категории он относит литературно обработанные речи, такие как «О царстве» Синезия. Второй тип, отличающийся от первого как структурно, так и стилистически, представляет собой набор коротких, написанных акростихом, глав. Пронизанные христианским духом, они являлись чисто средневековым явлением. Самым ранним и наиболее влиятельным произведением подобного рода было «Поучение» Агапита, адресованное императору Юстиниану I.

### Создание
Вскоре после вступления на престол императора Юстиниана I диакон столичного храма Святой Софии Агапит, о котором не сохранилось никакой информации, кроме содержащейся в акростихе «Поучения», составил сборник наставлений об императорской власти и управлении подданными. Сочинение, известное в византиноведческой литературе под различными названиями, такими как «Царский (Императорский) свиток)» или «Изложение наставительных глав», включало основные элементы христианских представлений об идеальном императоре, которые восходят к позднеантичным концепциям императорской власти.
Среди источников Агапита выделены тексты Платона, Исократа, Василия Великого и Григория Нисского, Григория Богослова, а также целого ряда неопифагорейцев. Небольшой текст, состоящий из 72 коротких глав отличается тщательностью литературной отделки отобранного материала, приданием строгого изящества стилю, в нём автор успешно осуществил поиск наиболее изысканного сочетания речевых созвучий и параллельных конструкций.

## Влияние на политическую мысль
Первым исследователем, внёсшим наиболее значительный вклад в изучение влияния «Поучения» Агапита на политическую мысль Восточной и западной Европы, был американский византинист Игорь Шевченко.

### В Византии
Следующим по времени значительным произведением в жанре «княжеского зерцала» были «Учительные главы», составленные по воле императора Василия I патриархом Фотием. Хотя «Главы» многое заимствовали из произведений Исократа и Агапита, они несколько уточнили исходную мысль о всевластии богоизбранного василевса ромеев, а также расширили список необходимых добродетелей образованностью. Из этих двух произведений, основополагающих для византийской политической мысли и пользовавшихся огромной популярностью, «Поучение» дошло до нас в значительно большем количестве рукописей — 80, по сравнению с 25 манускриптами «Глав». Известно также, что произведение Агапита использовалось автором другого «зерцала», Мануилом II Палеологом.
«Поучение» оказало также влияние на неполитическую литературу. Его влияние можно обнаружить в «Истории» Феофилакта Симокатты, а в романе «Варлаам и Иоасаф» его автор характеризует словами «Поучения» идеального правителя Иоасафа.

### У славянских народов

#### Болгария и Древнерусское государство
Древнейший славянский перевод «Поучения» был изготовлен в Болгарии в начале X века. На Русь, вероятно, «Поучение» попало в виде обширных извлечений, включенных в Изборник Святослава 1076 года. Источником данных извлечений, через подробно проанализированную исследователями цепь заимствований, была рукопись, созданная в Болгарии при царе Симеоне I или, что менее вероятно, его сыне Петре. Более поздних изданий «Поучений» в Древнерусском государстве не известно, хотя небольшие фрагменты из них есть в сборнике «Пчела» и через него в Лаврентьевской летописи, где под 1175 годом появляется знаменитое изречение «Естьством бо земным подобен есть всякому человеку царь, властью же сана, яко Бог», отнесённое к князю Андрею Боголюбскому.
Не позднее XII века на Руси стал известен перевод «Повести о Варлааме и Иосаафе», в котором императорские идеалы обрели монашескую окраску. Известно, что через неё с «Поучением» познакомился епископ Кирилл Туровский.

#### Московское государство
Первый полный русский перевод «Поучения» появился в конце XIV века. В то время оно приписывалось Иоанну Златоусту, и воспринималось не как политический манифест, а как назидательное душеполезное чтение. Затем перевод вошёл в Великие Четьи Минеи под 29 февраля. Оригинальный текст при этом потерял несколько глав и получил название «Поучение благого цесарства, се же и к боляром и к епископом и ко игуменом, лепо есть и чернцем».
В начале XVI века произведение оказалось востребованным в иосифлянских кругах. В «Послании» игумена Волоколамского монастыря Иосифа Волоцкого, используя тезис Агапита о богоизбранности императорской власти, были изложены теоретические основы прочного единства духовной и светской власти. Иосиф приветствовал покровительство великого князя московского, провозгласив божественное происхождение его власти и её неограниченный божественный характер.
Автор анонимного рассказа о рождении Ивана IV, включённого позднее в Степенную книгу, использовал слова Агапита применительно к великому князю Василию III. Сам Иван Грозный неоднократно использовал цитаты из труда Агапита в своей политической полемике. Так, словами Агапита он чётко обозначил обязанности государя: «И всегда убо царем подобает обозрительным быти, овогда кротчайшим, овогда же ярым; ко благим убо милость и кротость, к злым же ярость и мучение».
В XVI веке получил распространение более полный перевод, получивший название «Изложение совещателных глав царю Иустиниану, сложеных Агапитом, диаконом святейшиа божиа великиа церкви». Заимствования из этой версии можно проследить в одной из редакций жития митрополита Филиппа, а также «Послании» авантюристов И. Таубе и Э. Крузе.

#### Малороссия
Первое печатное издание труда Агапита на славянском языке появилось в 1628 году в типографии Киево-Печерской лавры благодаря Петру Могиле. Для своей работы он использовал все известные ему переводы «Поучения», а также появившиеся к тому времени западные печатные издания. В 1660 году его перевод был переиздан в Москве, затем появились и другие переводы.
Киевское издание было в библиотеке Петра I.

#### Дунайские княжества
Возрождение греческого языка и жанра зерцал в Дунайских княжествах можно проследить начиная с XVI века, когда появились «Увещевания» валашского князя Нягое I Басараба, обращённые к его сыну Феодосию. С середины XVII века греческий язык вытесняет славянский, а основанные в Бухаресте и Яссах Академии поощряли использование разговорного греческого. Господарь Константин Брынковяну, принявший византийскую имперскую идеологию, провёл в своей стране в конце XVII века реформу образования, опираясь на усилия придворных знатоков греческого языка. В основанной по поручению князя в 1700 году академии её первый директор, по совету Брынковяну, составил в педагогических и политических целях парафразы и толкования некоторых византийских «зерцал». В частности, к 1700 году относится рукописное толкования «Эктезиса» Агапита, использовавшее как пособие для изучавшего греческий язык стольника Константина Кантакузина.

### В Западной Европе
Хотя тезис о влиянии Византии на средневековую европейскую политическую мысль не нов, «Поучение» Агапита является одним из немногих примеров, на котором эту мысль можно наглядно проиллюстрировать. Editio princeps было осуществлено Захарией Каллиерги в 1509 году в Венеции. Затем последовало несколько переизданий «зерцала» гуманистами эразмианского направления (Иоганном Фробеном в Базеле в 1518 году и Петром Мозелланом в 1520 году в Лейпциге). С этого времени можно считать, что данный труд становится доступен широкому кругу европейских эллинистов. Игорь Шевченко убедительно показал, что знакомство Эразма с «Поучением» более, чем вероятно, а влияние на его «Воспитание христианского князя», несмотря на совершенно разные идеологические установки, возможно, хотя доказать это текстуальными совпадениями нельзя.
В качестве упражнения «Поучение» перевёл на французский король Людовик XIII.

## Издания
- Изложение глав или статей увещательных греческому императору Иустиниану / Поднесенное Константинопольския соборныя церкви диаконом; Переведено с еллиногреческаго языка статским советником С. Писаревым. - Санкт-Петербург: Напеч. при Имп. Акад. наук, 1771. - [8], 35 с.; 8°.
- Сборник. Three political voices from the age of Justinian : Agapetus, Advice to the emperor ; Dialogue on political science ; Paul the Silentiary, Description of Hagia Sophia / Translated by Peter Neville Bell. — Liverpool: Liverpool university Press, 2009. — 260 с. — ISBN 1846312094.